# Dênio Nogueira
Dênio Chagas Nogueira (Rio de Janeiro, 12 de novembro de 1920 – Petrópolis, 27 de abril de 1997) foi o primeiro presidente do Banco Central do Brasil.
Formado em estatística e economia, presidiu o BCB no período de 12 de abril de 1965 a 21 de março de 1967 durante o governo de Humberto de Alencar Castelo Branco.
Morreu em Petrópolis em 1997, vítima de um câncer de próstata.